# Anakolut
Anakolut, från grekiskans anakolouthon, från an-: 'inte' + akolouthos: 'följande', är en osammanhängande konstruktion, ofta ogrammatisk. Den består ofta av sammanblandningar av två syntaktiska mönster, och sällan passar slutet ihop med början. Anakoluten används ofta i oreflekterat talspråk.

## Exempel
- Vi hade dans i sjuan hade vi dans.
- Eller vilken är den människa bland eder, som, då hans son beder om bröd, giver honom en sten, eller ock, (då han) beder om fisk, giver honom en orm? (Matteusevangeliet, 7:9-10)